# Ithilien (band)
Ithilien is een Belgische folkmetal band uit Brussel die traditionele folk instrumenten zoals een draailier, een doedelzak, een viool, een nyckelharpa, fluit en een bouzouki gebruiken. Ze combineren elementen van metal (death/metalcore) en traditionele folkmuziek.
Tot op heden omvat de discografie van de band twee full-length albums en een EP. Ze maakten op 9 december 2013 hun eerste album From Ashes To The Frozen Land en hun tweede Shaping the Soul op februari 2017.

## Biografie

### Formatie en vroege jaren (2005-2012)
Ithilien werd opgericht in 2005 door Pierre Ithilien in Brussel. De naam van de band betekent "Land van de Maan" in het Sindarijns, een taal gecreëerd door de schrijver J.R.R. Tolkien. Echter geen van de inhoud van de liedjes, concepten en thema's van de albums zijn gerelateerd aan het universum van The Lord of the Rings.
In 2011 nam de band hun eerste officiële EP Tribute to the Fallen en de single Endless Horizons op. Op dat moment was de stijl van de band vooral melodieuze deathmetal, hoewel sommige folk aspecten in de melodieën reeds opdaagden.
Daarna traden andere leden toe tot Ithilien waarvan de gitarist / zanger Pierre het enige overgebleven originele lid was: Benjamin Delbar in 2011, Jerry Winkelmans, Olivier Bogaert en uiteindelijk Geoffroy Dell'aria in 2012 (die met zijn muziekinstrumenten de folkelementen introduceerde die tot vandaag de dag kenmerkend zijn voor Ithilien). Op dat moment hadden ze een hecht team klaar om hun eerste album samen te componeren.

### From Ashes to the Frozen Land (2012-2016)
In 2012 vestigde Ithilien een stabiele line-up waar dat de band vanaf nul begon en enkel de oorspronkelijke naam behield. Op 9 december 2013 brachten ze hun eerste album From Ashes To The Frozen Land uit, getekend met het Deense label Mighty Music en gedistribueerd door Europa met Target Group.
Het album bestaat uit verschillende delen die na elkaar een conceptverhaal beschrijven. De band omschrijft dit nieuwe opus als "Eén uur van een muzikale reis met atmosferische black, death en paganmetal welke samen een fantastische en episch verhaal beschrijven". Dit album roept vooral de sterke emoties op die mannen kunnen voelen tijdens moeilijke momenten. Hierbij worden onderwerpen zoals verlies, wedergeboorte of doorzettingsvermogen beschreven.
Ithilien kenmerkt zich door de aanwezigheid van echte folk-instrumenten op het podium, evenals hun albumopnames, maar ook door wat de bandleden live droegen, hierbij geïnspireerd door de fantasy - en vikingstijl (pantser van leer, huiden van dieren, make-up krijgers ...).
Na verloop van tijd werden andere leden toegevoegd zoals Hugo Bailly (doedelzak) en Sabrina Gelin (draailier), beiden in 2014. Een nog bevoorrechte plaats wordt dan verwezen naar de folkloristische instrumenten binnen de band.
Na te zijn geselecteerd als een van de winnaars van de Loud Circuit wedstrijd, had de band de kans om te spelen in de Botanique in Brussel in 2013. Ithilien speelde meer dan 80 concerten over de hele wereld, waaronder tours met de Zwitserse folk metal band Eluveitie, in Europa en Japan, en de IJslandse viking / folk metal band Skálmöld in Europa.

### Shaping the Soul (sinds 2017)

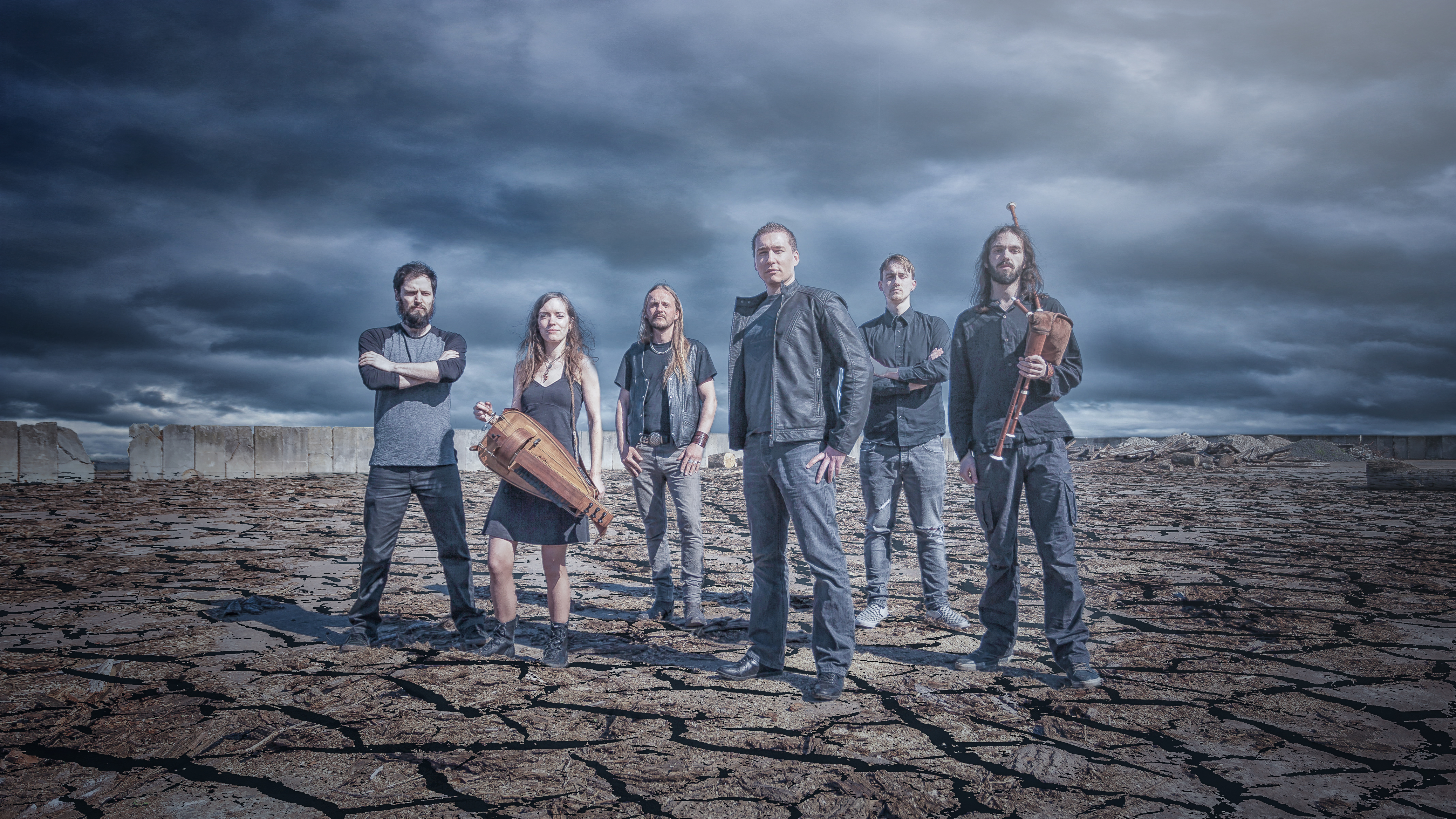
Ithilien in juni 2016

In maart 2016 werd een nieuw nummer genaamd Edelweiss uitgebracht. Dit kondigt het volgende album Shaping the Soul aan. Voor dit album heeft Ithilien getekend met het Italiaanse label WormHoleDeath.
In 2016 verlieten Olivier Bogaert en Geoffroy Dell'aria, twee muzikanten van de line-up van het eerste album, de band.
De eerste clip van het album, Blindfolded, verscheen op 9 januari 2017 en toonde de complete line-up, waaronder de nieuwe leden violiste Myrna Mens en gitarist Tuur Soete.
Op 17 februari 2017 kwam Shaping the Soul in Europa uit en werd gevolgd door de andere continenten. Releasedata werden gepland in verschillende Belgische steden en in het buitenland, namelijk met de Nederlands folk metal band Heidevolk, maar ook met Ensiferum, Skyclad en vele anderen.
Het concept van dit nieuwe opus betreft het rouwproces. "Het is door het verlies en pijn dat onze ziel wordt gevormd", volgens Elisabeth Kübler-Ross. Het rouwproces treedt in haar theorie op in 5 fasen: ontkenning, woede, onderhandelen, depressie en acceptatie. Het zijn deze stappen die de rode lijn zijn van het album.
Visueel gezien droeg de band in 2016 terug meer conventionele moderne kleding.

## Muziek
In het begin biedt Ithilien een epische mix tussen black en deathmetal en dit allemaal beïnvloed door de traditionele folk (Keltisch en Noorse muziek). Deze combinatie heeft geleid tot melodieuze folk metal.
In 2017, met het album Shaping the Soul, evolueerde de band naar een stijl met de naam "folkcore". Dit is een hechte combinatie van traditionele volksmuziek (gespeeld door de Vlaamse doedelzak, draailier, fluit, viool, nyckelharpa en bouzouki) en een meer moderne metalstijl met vervormde zang en zware melodieuze gitaarriffs (deathmetal, metalcore).

## Bezetting

### Leden
- Pierre Ithilien - zang, bouzouki, gitaar (sedert 2005)
- Benjamin Delbar - basgitaar (sedert 2011)
- Tuur Soete - gitaar (sedert 2016)
- Jerry Winkelmans - drums (sedert 2012)
- Myrna Mens - viool (sedert 2016)
- Sabrina Gelin - draailier, nykelharpa (sedert 2013)
- Hugo Bailly - doedelzak (sedert 2014)

### Oud-leden
- Jonathan Lelubre - drums (2005-2009)
- Benoit Loffet - gitaar (2005-2008)
- Thomas De Moor - basgitaar (2005-2007)
- François Dambois - keyboards (2006-2008)
- Olmo Lipani - zang (2007-2008)
- François Arnould - basgitaar (2007-2008)
- Dave Conlon - basgitaar (2008-2009)
- Anthony JG - gitaar (2008-2009)
- Michel Debecq - drums (2010-2011)
- Charly Flémal - gitaar (2010-2011)
- Sébastien Dupont - basgitaar (2010-2011)
- Thomas Froes - drums (2011-2012)
- Thibault Lenclud - gitaar (2011-2012)
- Olivier Bogaert - keyboards (2012-2016)
- Maxime Parmentier - gitaar (2015-2016)
- Geoffroy Dell'Aria - doedelzak, fluit (2012–2016)

## Discografie

### Studioalbums
- 2013: From Ashes to the Frozen Land
- 2017: Shaping the Soul

### Ep's en Single
- 2011: Tribute To The Fallen (EP)
- 2011: Endless Horizons